# Hudson Challenger
La Challenger è un'autovettura prodotta dalla Hudson nel 1934. Era sostanzialmente la versione più economica della Standard Eight.

## Storia
Il modello sostituì la serie della Pacemaker prodotta nel 1933. Il telaio era disponibile in una sola versione, che aveva un passo 2.946 mm. Il motore installato era un otto cilindri in linea a valvole laterali da 4.169 cm³ di cilindrata avente un alesaggio di 76,2 mm e una corsa di 114,3 mm, che erogava 108 CV di potenza. La frizione era monodisco a umido, mentre il cambio era a tre rapporti. La trazione era posteriore. I freni erano meccanici sulle quattro ruote.
Le carrozzerie disponibili erano berlina quattro porte, coupé due porte e cabriolet due porte. La Challenger uscì di produzione nel 1935 senza essere sostituita da nessun altro modello. 